# Wapen van Ethiopië

Wapen van Ethiopië

Het wapen van Ethiopië is in zijn huidige vorm sinds 1996 in gebruik. Het wapen staat ook afgebeeld op de vlag van Ethiopië.

## Beschrijving
Het wapen bestaat uit een blauwe cirkel met daarop een gouden pentagram. Naast dit pentagram zijn vijf gouden stralen afgebeeld. Het pentagram staat voor eenheid van volkeren en nationaliteiten in Ethiopië.

## Geschiedenis
Het pentagram heeft zijn oorsprong in het koninklijke zegel van Salomo. Salomo speelt in de Ethiopisch-orthodoxe Kerk een bijzondere rol, omdat de voormalige keizers van Ethiopië nakomelingen van Salomo zouden zijn. De laatste Ethiopische keizer, Haile Selassie, noemde zich de 225e nakomeling van Salomo.

Voormalige wapens van Ethiopië
Wapenschild van de Ethiopische Rijk
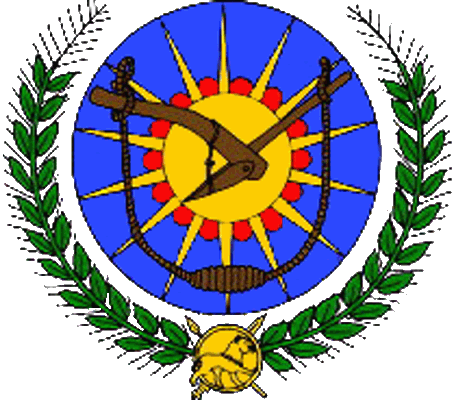
Wapen van het Dergueregime (1974-1987)
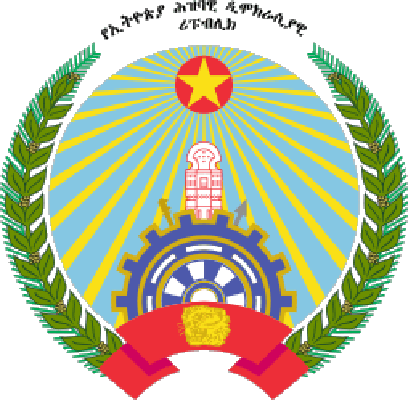
Wapen van de Democratische Volksrepubliek Ethiopië (1987-1991)

Algerije · Angola · Benin · Botswana · Burkina Faso · Burundi · Centraal-Afrikaanse Republiek · Comoren · Congo-Brazzaville · Congo-Kinshasa · Djibouti · Egypte · Equatoriaal-Guinea · Eritrea · Ethiopië · Gabon · Gambia · Ghana · Guinee · Guinee-Bissau · Ivoorkust · Kaapverdië · Kameroen · Kenia · Lesotho · Liberia · Libië · Madagaskar · Malawi · Mali · Marokko · Mauritanië · Mauritius · Mozambique · Namibië · Niger · Nigeria · Oeganda · Rwanda · Sao Tomé en Principe · Senegal · Seychellen · Sierra Leone · Soedan · Somalië · Swaziland · Tanzania · Togo · Tsjaad · Tunesië · Westelijke Sahara · Zambia · Zimbabwe · Zuid-Afrika · Zuid-Soedan
Afhankelijke gebieden:
Brits Territorium in de Indische Oceaan · Canarische Eilanden · Ceuta · Melilla · Madeira · Mayotte · Réunion · Sint-Helena · Tristan da Cunha